# دونالد كيمبل
دونالد كيمبل (بالإنجليزية: Donald Kimball)‏ هو قسيس أمريكي، ولد في 10 ديسمبر 1943، وتوفي في 15 سبتمبر 2006.